# Pachychelifer caucasicus
Pachychelifer caucasicus es una especie de arácnido del orden Pseudoscorpionida de la familia Cheliferidae.

## Distribución geográfica
Se encuentra en Georgia y Rusia.